# Мерабет, Абдельмалик
Абдельмалик Мерабет (фр. Abdelmalek Merabet; род. 7 декабря 2000) — алжирский борец греко-римского стиля, участник Олимпийских игр, призёр Африканских игр, победитель чемпионата Африки.

## Карьера
В августа 2019 на Африканских играх в Рабате в составе взрослой сборной Алжира стал бронзовым призёром. В апреле 2021 года в тунисском Хаммамете на африканском и океанском олимпийский отборочный турнире к Олимпийским играм в Токио завоевал лицензию. В августе 2021 года на Олимпиаде в схватке на стадии 1/16 финала уступил южнокорейцу Рю Хан Су и занял итоговое предпоследнее 16 место.

## Достижения
- Африканские игры 2019 — ;
- Олимпийские игры 2020 — 16;